# Franc Lubej
Franc(e) (tudi Franjo) Lubej (ilegalno ime Drejče Jaklič), slovenski pedagog, komunist, partizan in prvoborec, * 25. januar 1898, Dol pri Ljubljani † 9. februar 1985, Maribor.

## Življenjepis
Po 1. svetovni vojni je bil Maistrov borec za severno mejo in tudi organizator prostovoljcev za Koroško legijo. 1919 je končal učiteljišče. Kot eden od voditeljev levega krila Sokola je bil načelnik osrednje sokolske organizacije v Sloveniji (ljubljanske), 1937/38 organizator narodnoobrambnih zborov slovenskega Sokolstva v Ljubljani. Med 2. svetovno vojno je postal član KPS in leta 1941 vstopil v NOB, sprva kot ilegalec, 1942 je odšel na partizansko ozemlje. Avgusta 1941 je postal član vrhovnega plenuma OF, 1942 Izvršnega odbora OF in bil izvoljen v AVNOJ ter sodeloval na njegovem 2. zasedanju v Jajcu. Oktobra 1943 je na Kočevskem zboru odposlancev postal član predsedstva SNOO oz. kasneje SNOS, sekretar predsedstva SNOS je bil od aprila 1945. Po vojni je delal na položaju sekretarja Prezidija Ljudske skupščine LRS (1946-53), bil je republiški in zvezni poslanec ter član vodstva (predsedstva) SZDL Slovenije. Po okoli 20-letni "odrinjenosti" iz aktivne politike je leta 1975 dobil častni funkciji člana Sveta republike in dosmrtnega člana predsedstva SZDL Slovenije. Dolga leta je predsedoval gimnastični (telovadni) zvezi Slovenije.
Napisal je tudi dve knjigi o delovanju pri Sokolu in v NOB: Odločitve: boj za demokratizacijo sokolstva na Slovenskem: ob 40. letnici procesa na Taboru (1980) ter Za sokolskim praporom (1985).
Njegov brat Lojze Lubej (1900-1942), telovadec in sodnik več športnih panog, predsednik ljubljanskega telovadnega društva, član KP in aktivist OF, je bil aretiran s strani okupatorske policije in ustreljen.  
Francetov sin Bojan Lubej (1921-1986), je bil politični delavec in diplomat (generalni konzul v Celovcu).  

## Odlikovanja
- red ljudske osvoboditve
- red bratstva in enotnosti I. stopnje
- partizanska spomenica 1941